# Gopal Krishna Gokhale
Gopal Krishna Gokhale (en marathi गोपाल कृष्ण गोखले) né le 9 mai 1866 à Kolhat[réf. souhaitée] (Maharashtra, Inde) et décédé le 19 février 1915 à Bombay, était un des dirigeants fondateurs du mouvement d'indépendance indien contre l'Empire britannique. 
Gokhale était également un des principaux dirigeants du parti du Congrès (mouvement politique) et de la Société des serviteurs de l'Inde (en) (mouvement social). C'est lui qui, par l'intermédiaire de C.F. Andrews,  demanda à Gandhi, déjà actif dans la défense des Indiens d'Afrique du Sud, de rentrer en Inde pour y participer à la lutte pour l'indépendance du pays. 
Gopal Krishna Gokhale meurt à Bombay, le 19 février 1915.